# Pristimantis brevifrons
Pristimantis brevifrons är en groddjursart som först beskrevs av Lynch 1981.  Pristimantis brevifrons ingår i släktet Pristimantis och familjen Strabomantidae. IUCN kategoriserar arten globalt som livskraftig. Inga underarter finns listade i Catalogue of Life.